# Slutsch
Der Slutsch (ukrainisch Случ) ist ein Fluss in der Ukraine mit einer Länge von 451 km und einem Einzugsgebiet von 13.800 km². Er ist ein rechter Nebenfluss der Horyn und gehört zum Einzugsgebiet des Dneprs. Der Slutsch entspringt in der Oblast Chmelnyzkyj, durchfließt dann die Oblast Schytomyr und mündet in der Oblast Riwne kurz vor der ukrainisch-belarussischen Grenze in die Horyn.

## Städte entlang des Flusses
- In der Oblast Chmelnyzkyj:

Kurz nach seiner Quelle in der Nähe der Stadt Wolotschysk bildet der Slutsch zwei Seen. Danach durchfließt er Starokostjantyniw und passiert die Oblastgrenze.
- In der Oblast Schytomyr:

Er passiert die Stadt Baraniwka. Kurz vor Swjahel mündet in den Slutsch der kleine Fluss Tnia und die etwas größere Smilka. Nach ein paar Kilometern passiert er zum zweiten Mal die Oblastgrenze.
- In der Oblast Riwne:

Weiter fließt der Slutsch durch die Städte Beresne und Sarny. Kurz darauf mündet er in die Horyn, die später in den Prypjat mündet.